# زیگمونت کنیچنی
زیگمونت کُنیچنی (لهستانی: Zygmunt Konieczny؛ ‏ تلفظ لهستانی: [ˈzɨɡmunt kɔˈɲɛt͡ʂnɨ]؛ زادهٔ ۳ ژانویهٔ ۱۹۳۷) موسیقی‌دان و آهنگساز اهل لهستان است.
از فیلم‌ها یا مجموعه‌های تلویزیونی که وی در آن‌ها نقش داشته‌است، می‌توان به دروازه اروپا، الان وقتش نیست، شوالیه، خاکسپاری یک سیب‌زمینی، چقدر دور، چقدر نزدیک، همبستگی، همبستگی...، جن‌زدگان و پورنوگرافی اشاره نمود.